# 魔王的女兒太溫柔了!!
《魔王的女兒太溫柔了!!》是坂本遊也創作的日本漫畫。
原為2018年5月11日發售的《Young Animal》10號與2018年7月27日發售的《Young Animal》15號中發表的單篇作品，2019年至2021年於網路應用程式「Manga Park」及網路媒體「Young Animal Web」正式連載，後來於2023年1月恢復。已經出版單行本第6冊，臺灣由青文出版社出版。
預定於2026年改編成電視動畫。

## 登場人物
豆豆（配音：久野美咲）
魔王的獨生女。不管是誰陷入困擾都會對其伸出援手。為了成為一名優秀的魔族而接受魔王的親信賈希的英才教育。
阿里曼（配音：大塚明夫）
魔王。因為過於擔心豆豆的將來而中斷世界侵略。
賈希（配音：大橋彩香）
魔王的親信。為了將豆豆引導成為優秀的魔族，自願負責教育豆豆。

## 出版書籍
| 冊數 | 白泉社         | 白泉社             | 青文出版社    | 青文出版社         |
| 冊數 | 發售日期       | ISBN               | 出版日期      | ISBN               |
| ---- | -------------- | ------------------ | ------------- | ------------------ |
| 1    | 2019年10月29日 | ISBN 9784592164210 | 2020年8月19日 | ISBN 9789865124366 |
| 2    | 2020年10月29日 | ISBN 9784592164227 | 2025年2月25日 | ISBN 9786263999466 |
| 3    | 2021年12月17日 | ISBN 9784592164234 | 2025年2月25日 | ISBN 9786264220316 |
| 4    | 2023年12月17日 | ISBN 9784592164241 | 2025年2月25日 | ISBN 9786264220323 |
| 5    | 2024年8月29日  | ISBN 9784592164258 |               |                    |
| 6    | 2025年6月27日  | ISBN 9784592166757 |               |                    |

## 電視動畫
2025年6月公布預定於2026年改編成電視動畫消息。

## 外部連結
- 動畫官方網站 （日語）